# José José
 (septembre 2019).
Si vous disposez d'ouvrages ou d'articles de référence ou si vous connaissez des sites web de qualité traitant du thème abordé ici, merci de compléter l'article en donnant les références utiles à sa vérifiabilité et en les liant à la section « Notes et références ».

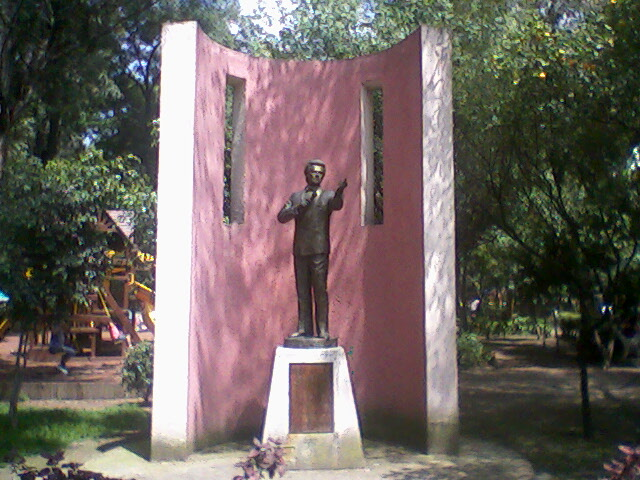
Statue de José José à Clavería (Azcapotzalco, Mexico).

Étoile de José José sur le Walk of Fame d'Hollywood.

José José, nom de scène de José Rómulo Sosa Ortiz, né le 17 février 1948 à Clavería (Azcapotzalco, Mexico) et mort le 28 septembre 2019 à Homestead (Floride), est un chanteur mexicain.
Aussi connu comme El Príncipe de la Canción (le Prince de la Chanson), José José est réputé pour ses interprétations de ballades romantiques et pour sa voix extraordinaire. Il est considéré comme l'un des chanteurs les plus talentueux , réussi et important dans l'histoire. Avec plus de 100 millions de disques vendus dans le monde et avec 36 albums studio, il a reçu 200 disques d'or, et de platine et un de plutonium (étant le premier chanteur au monde à y parvenir). c'est une icône  de la musique populaire latinoaméricaine des années 1970 et 1980. Reconnaissable par la puissance et le ton suave de sa voix ainsi que pour sa capacité à tenir les notes aussi aigües que graves. Au fil d'une carrière qui a duré plus de 40 ans, son interprétation et son style ont influencé des artistes renommés de la pop latino.

## Biographie
Né dans une famille de musiciens, José José a commencé sa carrière adolescent en jouant de la guitare et en chantant des sérénades. Plus tard, il rejoignit un trio jazz et bossa nova dans lequel il chantait et jouait de la basse et de la contrebasse. Il se convertit en soliste à succès en 1970, démontrant sa faculté vocale dans une interprétation magistrale de la chanson El Triste, pendant une décennie suivirent toute une série d'immenses succès.
Dans les années 1980, le chanteur le plus talentueux d'Amérique latine gagna une renommée internationale. Son album Secretos, publié en 1983, est l'un des plus vendus de l'histoire de la musique populaire mexicaine avec plus d'un million de copies produites jusqu'à aujourd'hui. Il a reçu divers prix comme le Grammy et autres distinctions au niveau international. Il a été acclamé dans des lieux tels que le Madison Square Garden ou encore le Radio City Music Hall. Sa musique est parvenue jusqu'à des pays où on ne parle pas espagnol : le Japon, Israël et la Russie. Durant les années 1990, après quelques succès, sa carrière commença à s'éteindre en même temps que sa voix, usée par l'alcoolisme et plusieurs problèmes de santé. Il s'est aussi forgé une carrière d'acteur, figurant dans des films comme Gavilán o Paloma ou encore Perdóname Todo.

### Premières années
José José est le fils aîné de José Sosa Esquivel, célèbre ténor d'opéra et de la pianiste classique Margarita Ortiz. Il s'initie à la chanson au début des années 1950, en participant au chœur de son école et en chantant dans les fêtes scolaires. Plus tard, il apprend à jouer de la guitare tout en continuant son éducation. Son père n'acceptant aucune « musique populaire » à la maison, cela permet à José d'acquérir tout de même une vaste culture musicale, au moyen de la musique sacrée et de l'opéra. Quand son père abandonne le foyer en mars 1963, José forme un trio musical avec son cousin Paco Ortiz et son ami Alfredo Benítez. Cela marque le début de sa carrière de chanteur, à l'âge de 15 ans.
Après quelques contretemps, il obtient en 1965 un contrat pour enregistrer un premier 45 tours avec la maison de disques Orfeón.
Ce disque, qui contient les thèmes Il Mondo (Le Monde) de Jimmy Fontana et Ma vie d'Alain Barrière, est présenté dans l'émission de télévision parrainée par cette même maison de disques (Orfeón a Go-Go). Cette émission, où l'on découvre José sous le pseudonyme de « Pepe Sosa », marque ses réels débuts professionnels. Le disque n'est pas beaucoup promu et ne convainc pas. José commence alors à jouer de la contrebasse dans un autre trio de jazz et de bossa nova nommé Los PEG (avec Gilberto Sánchez y Enrique Herrera pour partenaires). Avec ce groupe, il débute le 21 mars 1966 au club « Café Sémíramis ». La suite est faite de hauts et de bas, le groupe n'étant pas engagé de manière continue dans ce club. Suivent plusieurs passages dans d'autres clubs et en 1967 le compositeur et producteur Rúben Fuente] remarque José dans les locaux d'« Apache 14 ». Grâce à lui, il obtient un contrat avec la filiale mexicaine de la compagnie de disques RCA Victor (aujourd'hui Sony-BMG).
Pour que les débuts soient effectifs, la signature du contrat impose une condition : l'arrêt des représentations en club de nuit, pendant plusieurs mois. C'est une décision très dure pour José. Ces représentations sont l'unique source de revenus pour sa famille et lui.

### Débuts et participation au Festival de la Chanson Latine
Sa situation économique redevient précaire mais sa mère le soutient en ouvrant un petit restaurant. Il enregistre au studio RCA Victor de Mexico, sous la supervision des compositeurs Rubén Fuentes et Armando Manzanero et sort son premier album LP en 1969. La musique de l'album est une combinaison de boleros et de ballades romantiques avec une influence du jazz et de bossa nova. Même si cet album contient de belles chansons comme Pero te extraño, Cuidado y Del altar a la tumba, la compagnie de disques n'en a pas fait suffisamment la promotion, ne le considérant pas comme un album assez commercial.
À partir de cet album, José adopte comme nom de scène « José José ». Le premier « José » pour son prénom et le second, pour son père qui décède en 1968, victime d'alcoolisme. Durant la même année, il devient célèbre sur le plan national, après le lancement de son premier succès : La nave del olvido (Le navire de l'oubli) chanson écrite par le compositeur argentin Dino Ramos qui deviendra sa carte de présentation.
Le 14 mars 1970, au théâtre Ferrocarrilero de Mexico, il représente le Mexique au Festival de la Chanson Latine (II Festival de la Canción Latina, prédécesseur du Festival OTI). Il y interprète les thèmes El triste de Roberto Cantoral et Dos de Wello Rivas, devant une salle comble. Il obtient la troisième place du concours derrière Claudia Brasil représentant le Brésil avec la chanson Cançao de Amor e Paz et Mirla représentant le Venezuela avec le titre Con los brazos cruzados. Mais l'audience est sous le charme de son interprétation magistrale de la chanson El triste qui provoque l'ovation et l'admiration de l'assistance, parmi laquelle figurent de célèbres artistes tels Angelica María, Alberto Vázquez et Marco Antonio Muñiz. Le festival étant diffusé mondialement par satellite, El triste devient immédiatement un succès international, ce qui permettra à José José d'effectuer des présentations dans toute l'Amérique latine. El triste eut un impact international important et fut édité dans des pays tels que la Russie, le Japon ou Israël.

### Les années 1970 et les premiers succès
Durant toute la décennie des années 1970, José José se maintient dans les goûts musicaux du public latino-américain avec, entre autres chansons, Es que te quiero, Vive, Todo es amor et El Príncipe. On le surnomme "El Príncipe de la canción" (le prince de la chanson) en raison de ce dernier titre. En avril 1970, il se rend à Los Angeles, pour y recevoir son premier disque d'or.
Mais l'accession rapide au succès et à la célébrité le font sombrer dans l'alcoolisme. Grâce à sa mère, qui le fait interner dans un centre de désintoxication, il se sort de cette période difficile et reprend son activité en 1971. Il s'essaie alors au cinéma dans le film Buscando una sonrisa enregistrant par conséquent un album homonyme. Il joue aussi dans les films Un Sueño de Amor avec Verónica Castro et La Carrera del Millón avec Nadia Milton. Entre-temps, sa maison de disques RCA Victor ne le soutient plus comme avant c'est pourquoi il n'y renouvelle pas son contrat.

## Autres informations
Note : la biographie préexistante en français se trouve ci-dessous. Elle nécessite des corrections (lexique, syntaxe) du contenu et une restructuration dans les différentes sections
Après ce succès, ses populaires ballades de style romantique mélangé à une voix unique fait de lui l'étoile des étoiles au Mexique. José José joue le rôle de chef de file dans les petits films comme Sueño De Amor, Buscando Una Sonrisa et La Carrera del Millon, commence une relation avec l'hôtesse et modèle de TV Anel Noreña, mais ils se séparent. Avec le rapide succès, la gloire et l'argent, comme son père, il est tombé dans l'alcoolisme, mais avec l'aide de ses amis et sa famille, il se rétablit. Il se marie avec sa première épouse Natalia Herrera Calles, mais ils ont rapidement divorcé à cause de la différence d'âge, elle avait vingt ans de plus que lui.
Au début des années 1970, José José est devenu un des auteurs les plus connus de ballades en Amérique latine, en dépit de la concurrence avec d'autres chanteurs tels que les hispaniques Raphael, Nino Bravo, Julio Iglesias, Jose Luis Perales, Danny Rivera, José Luis Rodríguez et Camilo Sesto. José a été constamment en vedette sur la plus populaire des émissions de télévision mexicaine, où il a l'habitude de chanter avec de vieilles légendes vivantes de la musique hispanique, tels que Pedro Vargas et Carlos Lico, entre autres. Il a fait divers un certain nombre d'apparitions, et il a tourné plusieurs fois en Amérique latine. Ses chansons inclus Del Altar A La Tumba, Buscando Una Sonrisa, De Pueblo en Pueblo, Cuando Tu Me quieras, Hasta Que Vuelvas, Vive, Dejame conocerte (une version espagnole de Paul Anka le hit Let Me Get To Know You), Divina illusion, El Príncipe, chanson qui lui a donné le surnom de El Príncipe De La Canción (Le Prince de la chanson).
En 1974, José José épouse sa première femme et le deuxième couple, Noreña Anel. En 1977, il a signé un contrat avec Ariola Records et il a enregistré l'album à Londres Reencuentro, qui a lancé les hits El Amar Y El Querer et Gavilán o Paloma, qui l'a ramené vers le haut de la liste de popularité, tant les chansons sont aujourd'hui des classiques de la musique latine. Au cours de 1978 et 1979, il a obtenu un énorme succès avec les chansons Lo que un dia Fué ne sera pas, Lo Pasado, Pasado, Volcan, Si Me Dejas Ahora et le frappant de la ballade Almohada. Entre les années 1970 et 1980, il a eu deux enfants avec Anel, son premier-né José Francisco (connu au Mexique comme José Joel) et sa fille Marysol Estrella. À ce moment-là, José José est devenu un "hit sûr", chaque chanson qu'il a lancé, est devenu immédiatement un succès et il en vend en tout lieu où il joue.
Au début des années 1980, José José sort l'album Amor Amor, qui contient les chansons Insaciable Amante, No Me Digas Que Te Vas, Amor Amor et le classique boléro No Me Platiques Mas. Après cela, il a sorti l'album Romantico ; celui-ci a non seulement créé une nouvelle façon de chanter les boleros, mais aussi très populaire de cette forme de vieilles ballades. Des chansons comme El Reloj, La Gloria Eres Tú, Un poco mas,  Cancionero et Regálame Esta Noche, ont été conçus de telle forme exquise qu'ils sont aujourd'hui des classiques, au Mexique et en Amérique latine. L'album suivant a été Gracias, qui a lancé la chanson Me basta et Preso, et l'album Mi Vida, avec les chansons Desesperado et le succès autobiographique Mi Vida, écrit par Rafael Pérez botija, du même compositeur qui lui a donné la chanson Gavilán o Paloma et tant d'autres hits de sa carrière, il a enregistré avec Lani Hall de la chanson Te Quiero Así. En ce moment, José produit quelques-uns de ses albums et a écrit des chansons comme Si Alguna Vez et Amor Para Los Dos. Il a joué à guichets fermés avec sept jours d'affilée à l'Auditorium National et un mois dans le night-club El Patio.
En 1983, José José obtient au début de sa carrière avec son best-seller Secretos album, il a été contacté en Espagne par le capitaine du compositeur espagnol Manuel Alejandro, c'est une combinaison d'un superbe arrangement musical, romantique, les paroles et la haute qualité de la voix de José. Il a de grands succès comme Lo Dudo, El Amor Acaba, Lagrimas, He Renunciado A Ti et A Esa. Après cela, il a eu du succès entre 1980 et 1989, il a chanté dans le Madison Square Garden, du Radio City Music Hall et The Dunes. Il a été listé comme « Mexico's Top Singer » dans ses spectacles, mais aussi effectué plusieurs saisons à l'Hilton de Las Vegas et au Tropicana Casino Resort Atlantic City et en 1985, il sort son film autobiographique Gavilán o Paloma, et enregistre des albums qui ont été des succès comme Payaso, Seré, ¿Y Qué?, Amantes, Plus, ¿Quién Puede Ser Y, Soy Así puis il rejoint José Feliciano en duo qui devient un grand succès pour les deux chanteurs : Por Ella. En 1987, José va en Israël et il se produit à Tel-Aviv. En 1988, il joue le rôle du chanteur et compositeur mexicain Alvaro Carrillo dans le film Sabor A Mi ; à la fin des années 1980, il fait un énorme concert à la Plaza México ; au Japon, où il est diffusé à la télévision et offre plusieurs spectacles. Il effectue un retour, avec la chanson pop Piel De Azucar et Como Tú en haut de la liste de popularité. La chanson Como Tú a duré dix semaines comme numéro un dans le Billboard Hot Latin Tracks.
En 1990, Raul Velasco fait une émission de télévision pour rendre hommage à José José pour son 25e anniversaire. Le spectacle a duré six heures et comprend des chanteurs très populaires en qualité, d'invités spéciaux comme Armando Manzanero, Vicente Fernandez et Marco Antonio Muñiz. En 1991, il sort la chanson Amnesia de l'album En Las Buenas Y En Las Malas. En 1992, il se produit à l'UIC Pavilion, et a produit un autre hit : Cuarenta Veinte y, de l'album du même nom, qui parle des hommes qui tombent amoureux des femmes qui sont beaucoup plus jeunes que ceux-ci et la façon dont la société voit ces situations. Au cours de ces jours, José a subi le pire stade de l'alcoolisme dans sa carrière, il vivait dans une voiture et a déclaré qu'il voulait mourir de boisson, mais là encore, avec l'aide de ses amis, la famille, le journaliste Ricardo Rocha et d'autres artistes, il a décidé de se remettre de cet état.
José José subirait des conséquences de son problème d'alcoolisme, de sa santé chèrement affaiblie pendant les années 1990. Sa consommation excessive d'alcool et son incessante activité ont affaibli sa voix et ne pouvait plus chanter comme il le faisait auparavant. L'alcoolisme lui a causé de graves problèmes financiers et il a également été l'un des principaux facteurs de son divorce d'avec sa seconde épouse. Il est allé à Hazelden dans le Minnesota pour la réhabilitation, puis il a épousé sa troisième femme, Sara Salazar. Jusqu'à maintenant, le chanteur n'a pas renoué avec l'alcool. En 1995, José José a joué le rôle principal dans le film Perdoname Todo, un drame sur un alcoolique, et comment il tente de survivre à lui-même et à la musique. Cette même année, lors d'une tournée en Amérique latine, sa troisième fille, Sara, était née. Elle a manifesté son intérêt à devenir une chanteuse à l'avenir. José José a trois enfants. Il vit à Miami avec sa femme et sa fille cadette.
En 2001, avec une voix très dégradée, il a enregistré son dernier album, Tenampa, qui a reçu une mauvaise note. Après cela, il a officiellement pris sa retraite des enregistrements. Au milieu des années 2000, il est apparu brièvement comme le Mystery Musician Sueño dans le film et a joué le rôle d'Erasmo Padilla (le père de Leticia "Lety" Padilla) à La Fea Más Bella, une très bonne version mexicaine de la production colombienne Betty la Fea (adapté aux États-Unis comme Ugly Betty). En 2007, il a publié Mis Duetos, un album de duos, il a enregistré dans le passé. Toutefois, il est en vedette pour deux nouvelles chansons, E-Mail Me avec sa fille Sarita, il a été écrit en reggaeton et Aunque vivas con él par Reyli. En 2008, il enregistre une chanson intitulée Volver A Créer avec le célèbre musicien Yanni.
En novembre 2008, son épouse Sara Salazar a souffert d'une grave hémorragie cérébrale, José José a déclaré qu'il se bat avec les factures médicales, avec l'aide de chanteurs tels que Cristian Castro, Ana Barbara, l'homme d'affaires Jaime Camil père et ses fans, il a fait une collecte de fonds pour sortir de cette situation. En raison du problème avec sa voix, il prévoit de revenir à la télévision.

## Chansons
- Cuidado (Soin) (1969)
- La Nave del Olvido (Le navire de l'oubli) (1970)
- El Triste (Le triste) (1970)
- El Amar y el Querer (L'amour et le désir) (1977)
- Gavilán o Paloma (Faucon ou colombe) (1977)
- Lo Pasado, Pasado (Le passé est passé) (1978)
- Volcán (Volcan) (1978)
- Si Me Dejas Ahora (Si vous permettez-moi maintenant) (1979)
- Almohada (Oreiller) (1979)
- Insaciable Amante (Amant insatiable) (1980)
- Amor Amor (Amor Amor) (1980)
- No Me Digas Que Te Vas (Ne me dites pas que vous laissez) (1980)
- Me Basta (Je suis assez) (1982)
- Preso (Prisonnier) (1982)
- Mi Vida (Ma vie) (1982)
- Lo Dudo (J'en doute) (1983)
- El Amor Acaba (L'amour se termine) (1983)
- Lágrimas (Larmes) (1983)
- He Renunciado A Ti (J'ai renoncé à vous) (1983)
- A Ésa (Pour elle) (1983)
- Payaso (Clown) (1984)
- Seré (Je serai) (1984)
- Y Qué? (Et quoi?) (1984)
- Amantes (Amoureux) (1985)
- Más (Plus) (1985)
- Por Ella (Par elle) (1985)
- Soy Así (C'est moi) (1987)
- Amnesia (Amnesia) (1991)
- 40 y 20 (40 et 20) (1992)
- Grandeza Mexicana (Grande Mexique) (1994)
- Mujeriego (Jupons) (1995)

## Albums
- Tenampa (2001)
- Distancia (1998)
- Y Algo Mas (1998)
- Tesoros (1997)
- Mujeriego (1995)
- Grandeza Mexicana (1994)
- 30 Años De Ser El Principe (1993)
- 40 Y 20 (1992)
- En Las Buenas Y En Las Mala (1990)
- Que Es El Amor (1989)
- Sabor A Mi (B.S.O./Soundtrack) (1988)
- Soy Asi (1987)
- Siempre Contigo (1986)
- Promesas (1985)
- Gavilan O Paloma (B.S.O./Soundtrack) (1985)
- Reflexiones (1984)
- Secretos (1983)
- Mi Vida (1982)
- Gracias (1981)
- Romantico (1981)
- Amor Amor (1980)
- Si Me Dejas Ahora (1979)
- Lo Pasado Pasado (1979)
- Volcan (1978)
- Reencuentro (1977)
- El Principe (1976)
- Tan Cerca...Tan Lejos (1975)
- Vive (1974)
- Hasta Que Vuelvas (1973)
- Cuando Tu Me Quieras (1972)
- De Pueblo En Pueblo (1972)
- Buscando Una Sonrisa (1971)
- El Triste (1970)
- La Nave Del Olvido (1970)
- Cuidado (1969)